# 钟润良
钟润良（1942年—），女，广东中山人，中国芭蕾舞演员，中央芭蕾舞团一级演员。